# (6217) 1975 XH
(6217) 1975 XH este un asteroid din centura principală, descoperit pe 1 decembrie 1975 de Carlos Torres și Sergio Barros.